# میاسیشف وی‌ام-تی
میاسیشف وی‌ام-تی (روسی: Мясищев ВМ-Т «Атлант) که به وسیله ولادیمیر میاسیشف طراحی شد در واقع نوعی از بمب افکن میاسیشف ام-۴ مولوت بود که برای استفاده بعنوان ترابری استراتژیک تغییر کاربری داده شده بود . این هواپیما برای حمل بوستر راکت های فضایی همچنین شاتل فضایی شوروی در برنامه بوران اصلاح شده بود .این هواپیما بنام ۳ام-تی نیز شناخته شده است